# ラッセル・デュピュイ

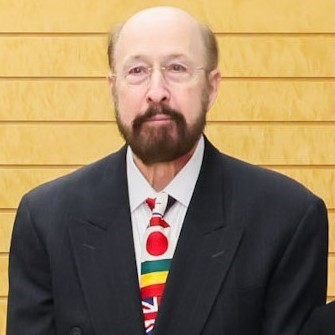
2025年

ラッセル・ディーン・デュピュイ（Russell Dean Dupuis、1947年7月9日 - ）は、アメリカ合衆国の電気工学者。ジョージア工科大学教授。主な業績はLEDや太陽電池の素材に用いられる化合物半導体電子・光デバイスを実現した有機金属気相成長法（MOCVD）の開発。

## 来歴
1970年イリノイ大学アーバナ・シャンペーン校卒業。1973年に同大学院から電気工学のPh.D.を取得。指導教授はニック・ホロニアックであった。同年にテキサス・インスツルメンツに技術者として入社。ロックウェル・インターナショナルやベル研究所を経て、1989年にテキサス大学オースティン校に就任、2003年から現職。

## 受賞歴
- 1985年 - モーリス・N・リーブマン記念賞
- 2002年 - アメリカ国家技術賞
- 2007年 - エジソンメダル
- 2015年 - チャールズ・スターク・ドレイパー賞
- 2021年 - クイーンエリザベス工学賞
- 2022年 - ベンジャミン・フランクリン・メダル
- 2025年 - 日本国際賞